# Vương Trọng
Vương Trọng (tên khai sinh là Vương Đình Trọng, sinh năm 1943) là  nhà thơ Việt Nam, được tặng Giải thưởng Nhà nước về Văn học Nghệ thuật năm 2007. Ông là Đại tá Quân đội nhân dân Việt Nam. Những bài thơ của ông được nhiều người biết nhất là "Bên mộ cụ Nguyễn Du" và ''Lời thỉnh cầu ở Nghĩa trang Đồng Lộc''.

## Tiểu sử
Vương Trọng, tên khai sinh là Vương Đình Trọng, bút danh Dương Nguyên, Đồ Nghệ, sinh ngày 01 tháng 8 năm 1943 tại xã Trung Sơn, huyện Đô Lương, tỉnh Nghệ An. Bố của ông, Vương Đình Phát, là một thầy đồ, Vương Trọng bắt đầu sáng tác thơ từ năm học lớp 4.
Thuở nhỏ, Vương Trọng học giỏi toàn diện, ông yêu thích văn học và từng đi thi học sinh giỏi Văn toàn quốc, nhưng sau này ông lại theo học ngành Toán vì hai người anh của ông đã là giáo viên dạy Văn cấp 3. Sau khi tốt nghiệp khoa Toán trường Đại học Tổng hợp Hà Nội năm 1965, Vương Trọng lên đường nhập ngũ. Kết thúc thời gian huấn luyện, ông về công tác tại Cục Quân báo, Bộ Tổng tham mưu từ năm 1966. Đến năm 1970, Vương Trọng được điều chuyển làm giáo viên, giảng dạy tại Trường Văn hóa Bộ Quốc phòng đóng tại Thị xã Lạng Sơn. Ở đó, ông được chọn đi học lớp Bồi dưỡng sáng tác của Hội Nhà văn Việt Nam từ năm 1972 đến năm 1973. Từ năm 1974, ông về làm việc tại tạp chí Văn nghệ Quân đội, đến năm 2007 thì về hưu với quân hàm Đại tá.
Ông là hội viên Hội Nhà văn Việt Nam từ năm 1979.

## Sự nghiệp
Với hơn nửa thế kỷ sáng tác Vương Trọng đã cho ra đời gần 30 đầu sách, trong đó: 16 tập thơ và trường ca, ngoài ra là các tập truyện ngắn, bút ký, sách dịch. Những tác phẩm nổi tiếng nhất là: Khoảng trời quê hương (thơ, 1979), Về thôi nàng Vọng Phu (thơ, 1991), Đảo chùm (trường ca, 1994) Hồn quê (truyện ngắn, 1994), Mèo đi câu (thơ thiếu nhi, 1996)...
Những tác phẩm thành công nhất của Vương Trọng thường là chứa nặng tình thương và sự đồng cảm, sẻ chia sâu sắc, như "Bên mộ cụ Nguyễn Du", "Với đứa con ngoài giá thú", "Khóc giữa chiêm bao", "Lời thỉnh cầu ở nghĩa trang Đồng Lộc",...
Bài thơ "Bên mộ cụ Nguyễn Du", được Vương Trọng sáng tác vào năm ngày 7 tháng 3 năm 1982, lúc chiến tranh chưa chấm dứt.  Bài thơ như tiếng kêu buồn của hậu thế trước cảnh cô liêu, hoang lạnh của nấm mộ thi hào dân tộc. Đến năm 1989, mộ Nguyễn Du đã được nâng cấp khang trang. Có người dân địa phương khẳng định rằng nhờ có bài thơ trên của Vương Trọng đã giúp thúc đẩy việc tu sửa và xây dựng lại phần mộ Nguyễn Du khang trang hơn.
Năm 1995, khi đến Ngã ba Đồng Lộc, Vương Trọng làm bài thơ ''Lời thỉnh cầu ở Nghĩa trang Đồng Lộc''. Bài thơ này đã được khắc trên bia đá trong Khu tưởng niệm 10 cô gái Đồng Lộc thuộc Khu di tích quốc gia đặc biệt Ngã ba Đồng Lộc.
Vương Trọng là người rất mê Truyện Kiều và sùng bái cụ Nguyễn Du. Đến nay ông đã sáng tác tới 5 bài thơ có chủ đề về Nguyễn Du và Truyện Kiều. Ngoài bài "Bên mộ cụ Nguyễn Du" trứ danh nhắc tới trên là các bài: "Ghi trong Nhà Bảo tàng Nguyễn Du", "Đạm Tiên", "Môtíp Thúy Vân", "Phác thảo Tiên Điền". Có một số người mệnh danh ông là nhà ''Kiều học''.

Thơ của Vương Trọng vừa mạch lạc khúc chiết vừa đằm thắm sâu sắc, vừa hóm hỉnh dí dỏm, vừa lắng đọng thiết tha. Ông tuân theo những nguyên tắc văn chương của ông và là người quyết liệt, không thỏa hiệp. Quan điểm riêng của ông là:
| “             | Tôi yêu Đỗ Phủ hơn Lý Bạch, yêu Nguyễn Du hơn Hồ Xuân Hương; bởi Đỗ Phủ, Nguyễn Du ngoài tài thơ ra còn có trái tim lớn, đau nỗi đau những cuộc đời bất hạnh. Thơ sinh ra không phải cho người đời chơi chữ, mà cốt để chuyển tải nỗi lòng. Bài thơ hay nhiều khi không còn thấy thơ đâu mà chỉ thấy cuộc đời, tâm trạng và số phận. | ” |
| — Vương Trọng | |   |

Vương Trọng đã đoạt được một số giải thưởng văn học: Giải Ba về thơ của tuần báo Văn nghệ năm 1969; hai lần được Giải thưởng Hội Nhà văn Việt Nam (1993 và 1996); năm lần được Giải thưởng Bộ Quốc phòng (1986, 1994, 2004, 2009, 2019).
Năm 2007, ông được tặng Giải thưởng Nhà nước về Văn học Nghệ thuật với các tác phẩm: Về thôi nàng Vọng Phu (tập thơ), Mèo đi câu (tập thơ thiếu nhi), Ngoảnh lại (tuyển tập thơ), Đảo chìm (trường ca).
Một số bài thơ của ông được trích đoạn và đưa vào sách giáo khoa như "Gió từ tay mẹ", "Chú thợ điện", "Ngày hội rừng xanh". Bài thơ "Gió từ tay mẹ" từng nhiều lần được phổ nhạc, trong đó có một phiên bản đã được giải thưởng trong một cuộc thi sáng tác về gia đình. Một số bài thơ của Vương Trọng cũng được khắc lên bia đá như  "Lời thỉnh cầu ở nghĩa trang Đồng Lộc" và "Khúc tưởng niệm liệt sĩ Truông Bồn".

## Tác phẩm chính

### Thơ, trường ca
- Khoảng trời quê hương (thơ, 1979).[6]
- Những ngày xa (thơ, 1986),
- Về thôi nàng Vọng phu (thơ, 1991),[6]
- Đảo chìm (trường ca, 1994),
- Mèo đi câu (thơ thiếu nhi, 1996),[6]
- Lời Trái đất (thơ, 1999),
- Ngoảnh lại (tuyển thơ, 2001),
- Hơi thở rừng hồi (trường ca, 2004),
- Năm ngắn ngày dài (thơ, 2005),
- Thơ Chữ Hán Nguyễn Du (dịch thơ, 2008),
- Hà Nội của tôi (trường ca, 2009),
- Mẹ ngồi sưởi nắng (thơ, 2010),
- Tuyển tập thơ Vương Trọng (2011, 2019),
- Cùng lính trẻ đọc thơ (Bình thơ, tập 1- 2014, tập 2 – 2016),
- Chinh phụ ngâm của Đặng Trần Côn (dịch thơ, 2015);
- Đa thanh và Phản biện (tập thơ, 2017);
- Ở trong còn lắm điều hay (2018)

### Văn xuôi
- Hồn quê (tập truyện ngắn, 1994).[6]
- Kơ nia xanh lá (tập truyện ký, 2001),
- Dòng suối bất chợt (tập truyện ngắn, 2006),
- Vầng sáng hỏa châu... (chân dung văn học, 2012),
- Đố Kiều và khảo luận, trao đổi (nghiên cứu, 2015);

## Vinh danh
- Giải thưởng Nhà nước về Văn học Nghệ thuật năm 2007.[17]

### Giải thưởng văn học
- Giải Ba về thơ của tuần báo Văn nghệ năm 1969.
- Hai lần được Giải thưởng Hội Nhà văn[6]
  - tập thơ "Về thôi nàng Vọng Phu"[18] – năm 1993
  - tập thơ "Mèo đi câu" – Giải B năm 1997.[19][20]
- Năm lần được Giải thưởng Bộ Quốc phòng (1986, 1994, 2004, 2009, 2019).[6]
- Hai Giải thưởng bút ký của Đài tiếng nói Việt Nam[18]
- Tôn vinh tác giả, tác phẩm xuất sắc về đề tài biên giới, biển đảo của Hội Nhà văn Việt Nam. Bài thơ "Đảo chìm và hơi thở rừng hồi" (2020)[21]